# Tigre Boat Club

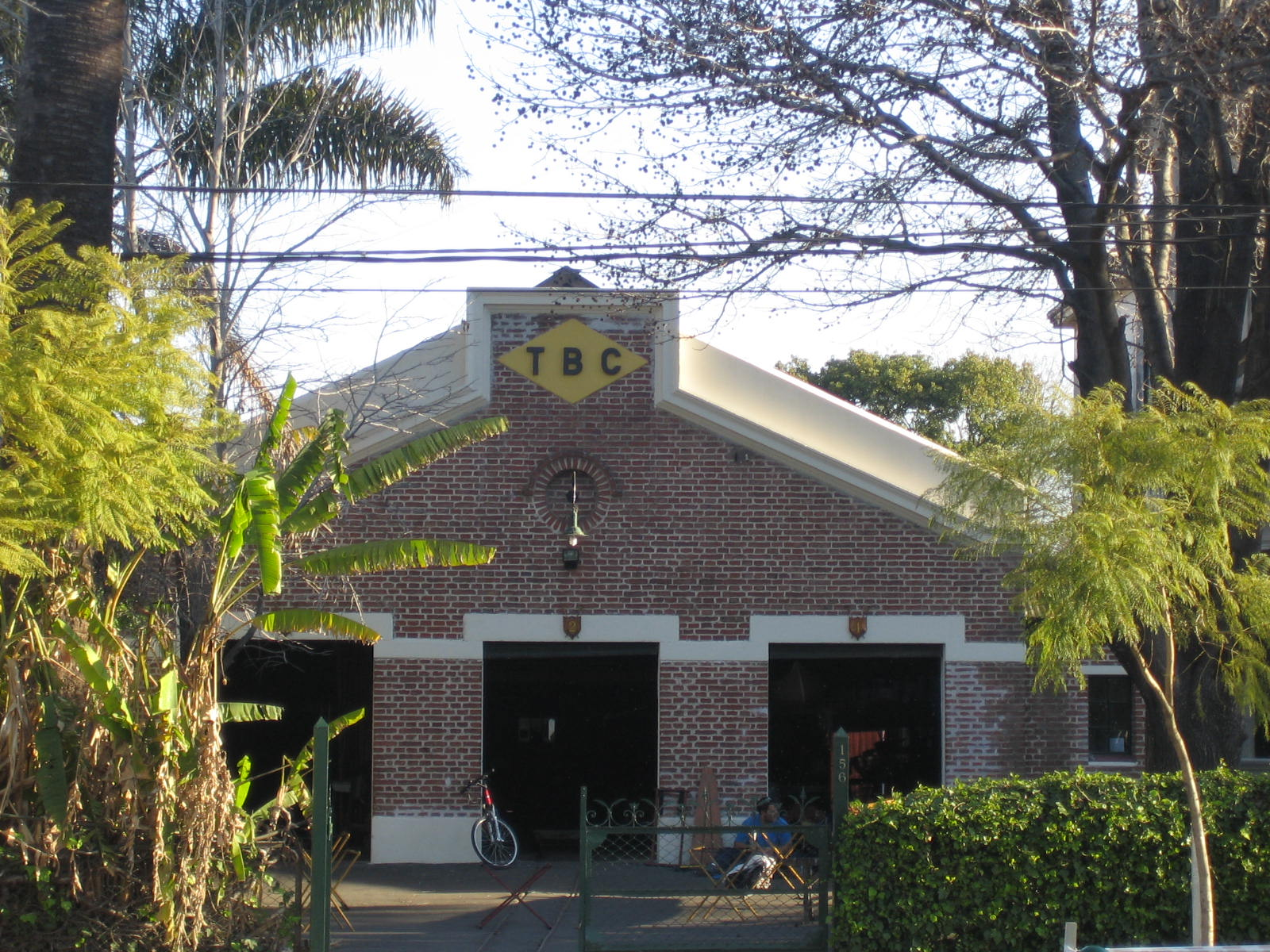
Entrada del club.

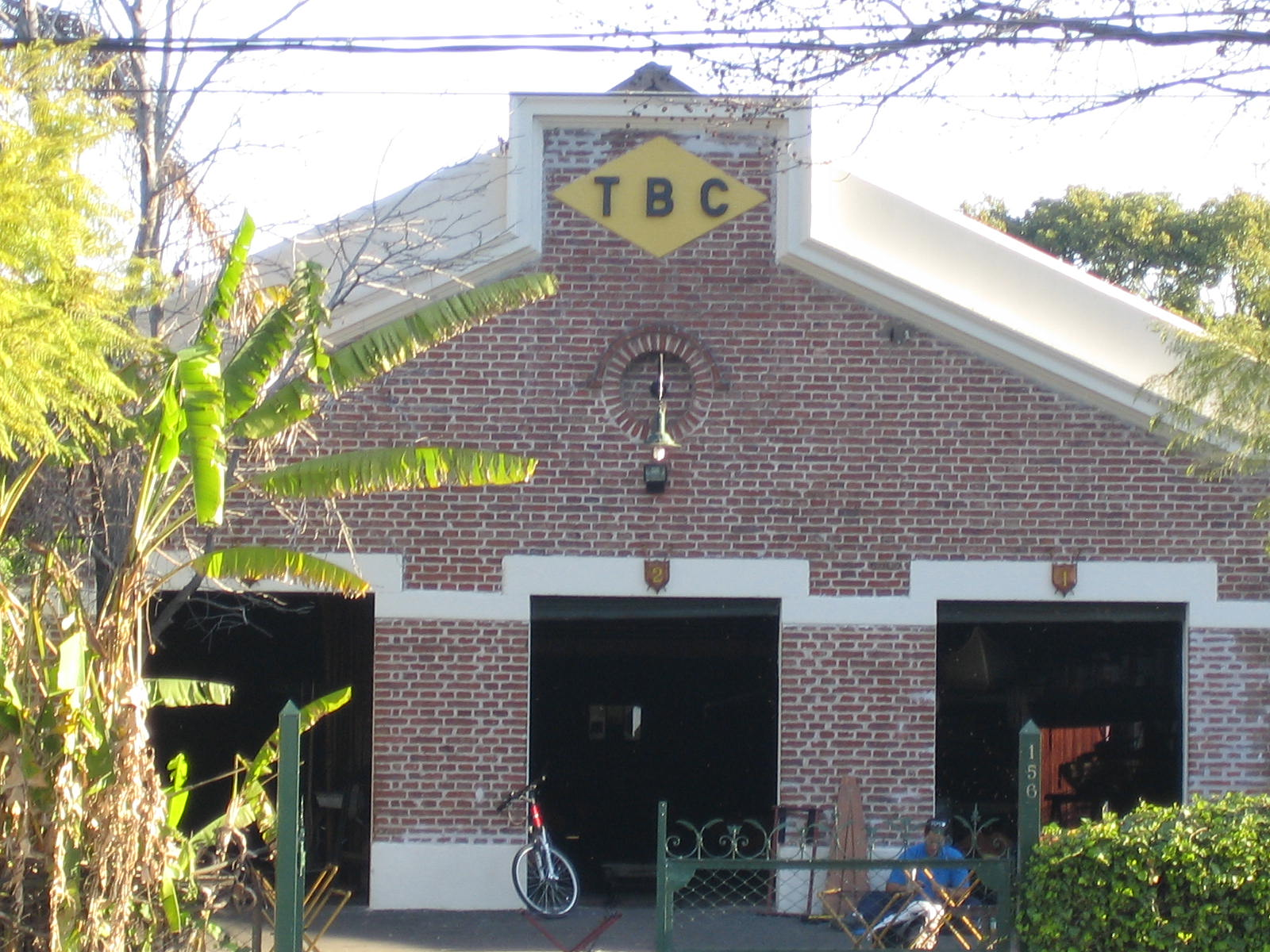
Otra imagen de la entrada del club.

El Tigre Boat Club es un club privado con fines deportivos situado en la ciudad de Tigre en la Provincia de Buenos Aires a unos 30 km de la ciudad de Buenos Aires, Argentina.

## Historia
El "Tigre Boat Club" fue fundado en Buenos Aires el 17 de julio de 1888 como un desprendimiento del club "Buenos Aires Rowing Club".
Su creación se debe a la iniciativa de un núcleo de remeros ingleses, quienes, advirtiendo ya entonces el porvenir del deporte, convinieron en fundar un club exclusivamente constituida por ellos.
El club quedó constituido cuando se terminó la construcción del comité organizador presidido por Mr. Hancock e integrado por los Sres. Burns, Miller, Farrán, aquel día se contó con una asistencia de 70 socios, este grupo estaba constituido por socios  del Buenos Aires Rowing Club, entre ellos alguno de sus fundadores, fueron los impulsores de crear este nuevo club.
Luego de la fundación comité organizador solicitó Inglaterra 9 botes de paseo, algunos de los cuales se conservan hoy en día, con los cuales se inició la actividad deportiva. El Tigre Boat Club, fue el primero en fundarse en la ciudad de Tigre.

### Origen
El Tigre Boat Club debe su creación a la iniciativa de un núcleo de remeros ingleses quienes, advirtiendo ya entonces el porvenir del remo, convinieron en la necesidad de formar una entidad exclusivamente constituida por ellos.
Con una frase intentaron resumir el cariño a la región natal diciendo uno de ellos que: "un rincón inglés para los remeros ingleses de la Argentina".
Ya lo habían hecho antes en el Uruguay al fundar el Montevideo Rowing Club, la segunda más antigua institución del remo de la zona del Río de la Plata. El club más antiguo es el Buenos Aires Rowing Club, fundado en 1873.
Un grupo de socios del Buenos Aires Rowing Club (entre ellos algunos de sus fundadores), se fueron de este club, no por existir un disgusto, sino por el deseo de poseer su propio club.
Lo prueba el hecho de que la circunstancia especial que dio origen al Tigre Boat Club no fue inconveniente para que desde el principio se establecieran entre ambos las más cordiales relaciones.

### Fundadores
Intentando ser fieles al criterio que rigió la fundación del club, los dirigentes dejaron establecido que tan solo podrían ser socios del club los ciudadanos nacidos ingleses o norteamericanos y los hijos de los mismos, en tanto que únicamente los nativos anglosajones tendrían derecho a ocupar puestos directivos.
El transcurso del tiempo ha hecho modificar esa cláusula estricta, dando entrada a todos los descendientes de ingleses y norteamericanos, de manera que, manteniéndose fieles a la idea inicial, han sabido evolucionar de acuerdo con el progreso de la Argentina.
Fue el 17 de julio de 1888 cuando quedó constituido el comité organizador, presidido por Mr. Hancock e integrado por los señores Burns, Miller, Farran, Tupper y Cumming, con la asistencia de setenta asociados.
El Sr. Miller, había sido uno de los primeros dirigentes del Montevideo Rowing Club, lo fue también posteriormente del Buenos Aires Rowing Club, y, por último, en 1888 lo vemos entre los fundadores del Tigre Boat Club. Fue el primer capitán del club y como remero tuvo destacada actuación.
La primera comisión directiva queda constituida por el señor Nicolás Bower como presidente; H.G. Anderson, vicepresidente; y F.H.C. Wilding, H.G. Tupper, L.G. Stuart, A.J. McNally, F.H. Chevallier Boutell, W. Miller y J.H. Higgins, vocales.
De inmediato fueron pedidos a Inglaterra nueve botes de paseo, algunos de los cuales se conservan hoy en día.

### El club en marcha
En abril de 1889 se compraron 1400 varas cuadradas de terreno en el Tigre, en el mismo sitio que hoy ocupa el galpón de botes, sobre la margen derecha del río Lujan. Entonces, al año de su fundación, el club tenía 47 socios vitalicios y 111 activos. Cuando se realizó la segunda asamblea anual el número de socios había alcanzado ya a 206, siendo vitalicios 51 de ellos, inclusive existía entre este grupo una socia.
Pronto los colores negro y amarillo dorado, la cabeza de tigre debajo de las iniciales T.B.C. ("ti-bi-ci" para los ingleses) se harían conocidos en la zona y en otras latitudes debido a triunfos deportivos.
En los años 1896, 1897, 1898 el T.B.C. obtiene la competencia de la Unión de Regatas del Río de la Plata en la categoría Dos Remos Largos, siendo sus botes tripulados por M.M. Kay (stroke) y S.E. Francis (cox) y por M.F.Gilderdale.
En 1894 ya se había adueñado del Premio Montevideo Challenger. En los años 1898, 1899, 1900 obtienen también la copa instituida por la Unión de Regatas del Río de la Plata en la categoría Senior Fours.
Un empréstito realizado entre los socios en 1899 con el fin de dar impulso a la institución permitió reunir los fondos para construir el primer pabellón. Este edificio de madera, que sirvió como galpón de botes en la planta baja y vestuario en los altos, fue demolido en 1928 para erigir en su lugar el actual galpón de material. La propiedad de dos pisos, contigua al terreno ocupado hasta entonces, fue adquirida por el club en 1910, instalando allí primeramente las dependencias para socias.
La dirigencia del club, así como el gran entusiasmo de todos los socios, hicieron que el "rincón inglés" siguiera prosperando. El club tuvo un gran progreso, desde que se construyera el primitivo pabellón de madera levantado en 1890, hasta que tuvieron su complemento en 1928, año en que el entonces embajador de Gran Bretaña, Sir Malcom A. Robertson, inauguró la extensión de la propiedad adquirida en 1910 y el actual galpón de material para los botes, con lo cual adquirió el club su actual fisonomía.
Luego vendrían importantes halagos durante los años 1921, 1922 y Junior Eight, en 1921. Las tripulaciones de estos años estaban compuestas por J. Gould (stroke), J. Garbarino (cox), J. K. Davis, J. C. Hart, S. A. Cole, C. H. Scoble (bow senior 8), S.R. Cummings, G. J. Ball, J. G. Pricket (bow junior 8). A. W. Chadwick, y se desempeñaba V. Wockalls como entrenador. Nuevos triunfos importantes en las regatas de 1924 y 1928 destacaron los botes Senior Pair y Junior Pair y Cadetes Fours.

## Figura del club
Al señor Bouwer, primer presidente, sucedieron en el cargo de mayor responsabilidad los señores T. Duggan, W. H. Watson, R. H. Murria, Sir W.A.C. Barrington, Dr. J. O'Connor, W.E.O. Haxell, C.H. Menzies y W.H. Krabbé.
El Sr. W.H. Krabbé, fue gran figura de la entidad cumpliendo 58 años como miembro de la comisión directiva y 39 años consecutivos como presidente (1909 – 1948). Falleció el 17 de noviembre de 1948.
```
Características de la cultura 
```

Gran brillo alcanzaban las celebraciones –bailes y reuniones sociales- organizadas por los remeros del T.B.C., sobre todo las grandes fiestas que se preparaban para despedir los años el 31 de diciembre.
Famosas las reuniones y las grescas en que solían terminar. Por ejemplo, se organizaba una fiesta en el T.B.C. y se invitaba a los remeros del Club de Remo Teutonia. Promediando la reunión, cuando el alcohol había comenzado a alegrar algunos espíritus, a los del Teutonia se les ocurría "robarse" los banderines y gallardetes del T.B.C. Linda chispa para encender tal fogata!
"Se iniciaba la rosca" (pelea) –cuenta un antiguo socio del T.B.C.- y allí comenzaban las peleas entre los ingleses y los alemanes que duraban horas. Pero al tiempo daba una fiesta el Teutonia e invitaba al T.B.C. Los remeros del T.B.C. devolvían luego la amabilidad recibida y recomenzaba la pelea. Luego todo seguía su curso acostumbrado y volvía la amistad.
En el salón de entrada se brinda permanentemente homenaje a los socios del T.B.C. que fallecieron en ocasión de la Primera y Segunda Guerras Mundiales. Eran residentes en Argentina pero volvieron a su tierra para ayudar a los aliados. Dos cuadros denominados "Roll of Honour" los recuerdan.
Entre 1980 y el año 2003 la participación del T.B.C. en competencias oficiales de remo había sido muy escasa, (última regata oficial, ganada por Fernando Molina y Eduardo Kenny en doble-par, año 1974).
Durante los años que no se participó de las regatas oficiales, fue importante nuestra participación en regatas de resistencia (botes de paseo) compitiendo en las famosas: "Vuelta a la Isla Victoria" (C.R. Hispano), "Vuelta al mundo" (Club Remeros Alberdi), "Zárate - Tigre" (Club Zárate- T.B.C.), Tigre – Carmelo" (C.R. La Marina) y Carmelo – Tigre (Club San Fernando), en las que es posible destacar nombres de remeros como Rudolf Barloschky, Gabriel Bottazzini, Ricardo Provan, Fernando Molina, Eduardo Kenny y de timoneles: Eugenia, Victoria y Agustina Acevedo y Ben y Eamonn Kenny
También marcaron una época, las competencias con el Club Suizo y con Remeros Escandinavos.
Son dignos de una mención especial los socios del T.B.C. que han unido Tigre con Montevideo remando, en el año 1974 el matrimonio Margareth y Rudolf Barloschky y en noviembre de este año Ricardo Provan realizó el mismo trayecto en homenaje al centenario del Club.
A partir del año 2004 gracias a la iniciativa del Sr. Alisdair Provan se organiza una escuela de remo para los más jóvenes.
Con esta renovada escuela de remo, el club vuelve a participar de las regatas oficiales y promocionales, y también a obtener premios y campeonatos argentinos en diferentes categorías. En el año 2015 tres remeros del club cosecharon 4 medallas en los juegos panamericanos de Toronto.
Desde 2008 el club participa activamente en las regatas de remo de travesía, incluyendo a todos los socios interesados en estas competencias que se realizan en diversas distancias y durante todo el año. Vale destacar las tres oportunidades que se ganara la regata Zárate- Tigre en este período, y los avances generales logrados, sobre todo en el ciclo 2014-2015.
El club cuenta, aparte de todo lo necesario para la práctica del remo incluidos unos 70 botes de paseo y competición (muchos construidos el mismo club por su carpintero, Félix Martínez), con salón comedor, buffet, sala de billares, dormitorios para socios y dormitorios para remeros de otros clubes en épocas de regatas, pileta de natación, cancha de Paddle, cancha de Squash y gimnasio.
Largo es el camino recorrido desde que se construyó el primitivo pabellón de madera. Luego de más de 120 años del nacimiento del club, el mismo continua teniendo vigencia deportiva.
En el verano de 2016 Juan Venancio Ozino llegó con un bote de paseo par con timonel de plástico desde la rampa del club hasta Punta del Este (Uruguay), en un raid que cubrió parcialmente con otros remeros, pero que lo tuvo de protagonista, en una proeza alcanzada por primera vez.

## Equipo oficial
Fundador: Alasdair Provan
Entrenador: Martín Cambareri
Integrantes del equipo 2017:
Agustín Campassi, Axel Haack, Nicolas Moldavsky, Milka Kraljev, Sara Gianneselli, Vanina Cesarcarregal, Giuliana López, Lucila Damario, Santiago Poodts,  Alan Weil, Marco Pagnanelli, Pablo Orsaria, Juan Campassi.

## Escuela de remo
Entrenador: Santiago Di Nella

## Actividades deportivas
El club se especializa en el remo, como muchos de los clubes de la zona, por lo que posee un gran galpón donde se almacenan los botes de alquiler.
El club cuenta además con infraestructura para realizar estos deportes:
- Billar
- Natación
- Paddle
- Remo
- Squash
- Vóley

## Restaurant
El club posee un restautante llamado "TBC Restaurant" abierto al público el cual tiene una capacidad para 70 personas.
El restaurant está abierto de viernes a domingo. El restaurant también contempla la contratación del alquiler para eventos.